# Erinys
Erinys est une société de sécurité privée britannique fondée en 2001.
Elle est dirigée par Jonathan Garatt, un officier retraité de l'Armée britannique et a des activités en Afrique, Asie et Europe.
En 2004, elle a créé et déployé une force de plus de 16 000 personnes en Irak pour protéger les installations pétrolières qui dépendent du ministère irakien du pétrole.
Elle fait partie depuis 2006 de la International Peace Operations Association.